# Майданек
Майда̀нек (Konzentrationslager Lublin, Vernichtungslager Lublin‎) е „лагер на смъртта“ по времето на Третия райх, намиращ се в покрайнините на полския град Люблин. Това не е неговото официално название, така го наричали заради близостта му с местност с такова име. Днес тази територия е в състава на град Люблин. То произлиза от тюркската дума майдан, което означава площад. Концентрационният лагер е първият германски концлагер на SS-инспекцията по концентрационните лагери в окупирана Полша. Както Аушвиц–Биркенау, Майданек е отчасти използван и като лагер за масово унищожение. Създаден е през октомври 1941 г. (в началото като лагер за военнопленници на Оръжейната SS-Люблин, а от февруари 1943 г. като „Концентрационен лагер Люблин“) и е освободен от Червената армия на 23 юли 1944 г.

## Създаване на лагера
На 17 юли 1941 г., Хитлер отдава полицейската сигурност на новозавладените източни части на Съветския съюз под надзора на Хайнрих Химлер (тогава ръководител на SS и директор на немската полиция). По този начин той взема предвид и положението на новите територии като важно за разпределението на отбранителните сили срещу Съветския съюз. Химлер от своя страна назначава още на същия ден бригадния ръководител Одило Глобочник, ръководител на SS и на полицията в Люблин, за упълномощено лице при разположението на SS и полицейските защитни сили в новата източна територия като по този начин се предвижда създаването на една здрава мрежа от полицейски и SS-пунктове, включваща и жилищни квартали за семействата на немците, т.е. пълна германизация на източна Полша. Център на този SS и полицейско-казармен окръг трябвало да бъде завладеният от германските части град Люблин. Огромните строителни планове за „немския Люблин“ трябвало да бъдат изпълнени от работници на принудителен труд и военнопленници.
Заповедта за създаването на лагера е дадена на 20 юли 1941 г. на Одило Глобочник от Химлер, по време на неговата визита в Люблин. В разпоредителната заповед пишело, че трябва да се създаде лагер за около 25 – 50 хиляди съветски военнопленници, които да строят сградите за SS и полицията. Офицерът от SS Ханс Камлер бил главен инженер при строителството на лагера. На 22 септември 1941 г. Камлер заповядва да се построи барака в лагера за 5000 затворници, но след арестуването на огромен брой съветски войници от околностите на Киев по-късно през септември същата година, планът бил изменен, като в лагерите Люблин и Аушвиц трябвало да има място за не по-малко от 50 хиляди души.
След седмица започва построяването на двата лагера. В началото на ноември Камлер дава заповед за разширение на Майданек до 125 000 места, през декември – до 150 000, а през март 1942 г. лагерът трябва да побере 250 000 съветски затворници. По-голямата част от плана била реализирана и в средата на декември 1941 г. имало построени бараки за 20 000 военнопленници. В непосилните условия по време на строенето работили около 2 хиляди съветски военнопленници. В средата на ноември по-малко от 500 от тях останали живи, като 30% били вече неработоспособни. В средата на декември към тях се присъединили 150 евреи. По това време там избухнала епидемия от тиф, поради която до януари – февруари всички затворници умрели. През март 1942 г. започнали и масовите депортации на евреи от Словакия и Полша в Майданек. През октомври започнал да действа и женският концлагер.

## Сгради и разположение
Лагерът имал площ от 95 хектара. Бил разделен на 5 секции, една от които за жени. Имало множество различни сгради, а именно – 22 бараки за затворници, 2 административни бараки, 227 заводски и производствени помещения. Концлагерът имал и 10 филиала, сред които Грубешов, Люблин, Плашув (близо до Краков) и др. Лагеристите работели принудително като производствена фабрика на оръжейния завод „Щайер–Даймлер-Пух“, но имало също така и фабрики за текстил, обувки и мебели.
Лагерът Майданек е обграден от два реда свързана телена мрежа, по която често бил пускан електрически ток. До днес се е съхранила само третата част от лагера, но и тя впечатлява с мащаба си. Освен бараките, за които вече споменахме, в лагера имало и огромно поле за овощни градини, крематориум и газови камери. Запазена е барака, която се е използвала за баня, но не в официалния смисъл на тази дума. Първата стая в бараката представлявала нещо като сауна, в която режели косите на мъжете на всеки две-три седмици. Целта отново била икономическа, Майданек продал 730 кг коса, от която се правили специални нишки за чорапи на моряците от войната. Банята представлявала огромна стая с кранове и душове, но процесът на къпането се превръщал в екзекуция, понеже рязко се сменяла кипящата с леденостудената вода. От банята излизали три врати – една към улицата и две към газовите камери, в които през 1942 – 1943 г. с отровни газове се задушавали нетрудоспособните евреи, сред които най-често жени, деца и старци. Газовата камера също била голямо помещение, в чиято стена имало тръби с отверстия, по които се доставял газът. Имало специални прозорци в стените и вратите, през които се наблюдавал процесът. Смъртта настъпвала за 5 – 10 мин. в зависимост от температурата на газа. Майданек бил вторият лагер след Освиенцим, в който се използвал газът Циклон Б, специално създаден за масово унищожение. Имало и 2 крематориума, първи – построен през 1942 г. с 2 камини, и втори – от 1943 г. с 5 камини, в които се изгаряли телата на мъртвите евреи. Производителността на камините била 1000 души на ден. Костите се смилали и се използвали като тор за нивите на лагера.

## Брой на затворниците
В миналото била разпространена статистика, според която в Майданек имало 1 500 000 лагеристи, от които 300 000 убити, в това число 200 000 евреи и 100 000 поляци. Днес съществуват по-точни данни – общо в лагера са пребивавали 150 000 души, умрели са около 80 000, сред които 60 000 евреи.
За разлика от другите известни лагери, Майданек не бил прикрит от никаква жива ограда, той бил построен в непосредствена близост до големия и благоустроен град Люблин. Така всички жестокости можело да бъдат видени от гражданите. Преди да се превърне в лагер на смъртта, Майданек бил по-скоро трудов лагер, но условията на живот вътре били ужасни, поради което нивото на т. нар. естествена смъртност в Майданек било едно от най-високите за нацистките лагери. Масовите убийства започват от 1942 г. и продължават до 1943 г.
Едно от най-мащабните масови убийства в концлагери се случва и на територията на Майданек. Т. нар. празник на жътвата, на немски Erntefest, е кодово име на операцията на 3 ноември 1943 г. Този ден, както и в други в полските лагери – Майданек, Травника и Понятов, започнал както обикновено с преброяване, след което обаче офицерите на SS заповядали на евреите да отидат настрана и да се разделят. Предишният ден лагеристите трябвало да копаят ровове в покрайнините на лагера. Лагеристите трябвало да се наредят на принципа на „костенурката“ – всеки следващ скланял глава на гърба на предишния. Преди да се изпълни планът, започнала да се чува маршова музика от високоговорителите на лагера. В този момент започнала стрелбата. Убитите били около 40 000 – реакция на немците както на военните поражения, така и на въстанията на лагеристи във Варшавското гето, Треблинка и Собибор. Скрили ги в рововете, покрити с малко пръст, докато постепенно ги изгорили в крематориумите. Въпреки това жертвите на операция Ернтефест били само част от десетките хиляди, унищожени или умрели от глад, болести и изтощение в Майданек.

## Освобождаването
През юли 1944 г. концлагерът Майданек много бързо бива преобразен от нацистите заради настъпването на Червената армия към Люблин. При обратния транспорт на някои затворници са унищожени всички документи, а сградата на големия крематориум и още няколко по-малки бараки са изгорени. В бързината на отстъплението немците пропускат да унищожат газовата камера и голяма част от затворническите бараки. Лагерът Майданек е освободен на 23 юли 1944 г. Членовете на Червената армия откриват в лагера още 1000 болни съветски военнопленници. През август 1944 г. западни журналисти успяват да посетят Майданек за пръв път. През това време започват и първите разяснения около масовите убийства на заглавните страници на американски и британски вестници и списания. Първата статия е от списание „Life“, което излиза със заглавието: „Погребение в Люблин. Руснаците освобождават евреи, които са обгазявани и изгаряни в огромни количества от нацистите“. След освобождението част от помещенията се ползват за затвор на полски държавни изменници и немски военнопленници, а след войната Майданек става музей.

## Служители в Майданек
Карл Ото Кох бил комендант на Майданек през 1941 г., но само след година го обвиняват в присвояване на държавно имущество и корупция, при което е освободен от длъжност. Признат е за виновен в убийство и е разстрелян през 1945 г.
Карл Хьокер – осъден през 1989 г., защото е установено, че лично е закупил 3,61 тона Циклон Б за евреите в лагера Майданек. В Майданек също е бил адютант на коменданта на лагера (все същия комендант – Рихард Баер). Осъден е на 4 години.
Макс Кьогел – комендант в Майданек от август до октомври 1942 година. Организира масови унищожения на евреи и други лагеристи.
Хермине Браунщайнер – девойка от прилично семейство, получила добро католическо възпитание. На 22 става надзирателка в детската барака на концлагера в Майданек. Лично е изтребила неколкостотин малки затворници, изпращайки ги в газовата камера. Обичала да рита децата с ботушите си, подковани с желязо, и да ги налага с камшик. Визентал я издирва девет години и я намира в Ню Йорк, където тя се омъжва за американски войник и става мисис Райън. През 1973 г. я предават на Германия. Когато на процеса свидетелите разказват какви неща е вършила с децата, на съдията му призлява. Тя обаче не изразява никакво разкаяние, само веднъж казва: „Атмосферата в Майданек ми повлия зле като на жена.“ Хермине получава две доживотни присъди, но в затвора кракът ѝ гангренясва, ампутират го и я пускат по хуманни съображения. Това се случва през 2004 г. Живее в Германия. Съпругът ѝ не я напуска и дори по време на процеса се старае да убеди всички, че жена му не е способна на подобни жестокости.

## Мемориал
Интересно е, че въпреки тежките условия, лагеристите се поддържали духом чрез песни и музициране. В Майданек се образували хорове от гръцки и словашки евреи и беларуси, сред лагеристите бил и член на варшавската опера, също така някои полски жени изнасяли концерти и кратки представления. Това обаче станало след отмяната на културните мероприятия през 1943 г., като на затворниците се позволявало да пеят само след работа, а на тях не им оставали много сили, затова вечер те се събирали в спалните бараки и пеели заедно за родините си, а също така създали песни за страха и ужаса в лагера. Една от тях е „Еврейската песен на Концентрационен лагер Люблин“. Неизвестен автор създал песента „О, Майданек – наш живот и смърт“. Така чрез музиката хората лекували бремето и мечтаели за свободата на родния край.
Днес на територията на лагера Майданек съществува мемориален музей. Той е създаден през ноември 1944 г. и е първият музей в Европа на мястото на бивш хитлеристки концлагер. На входа на територията на лагера през 1969 г. е издигнат Паметник на борбата и мъченичеството (по проект на Виктор Толкин). До крематориума и рововете за разстрел е изграден бетонен купол, под който е събран прахът на жертвите. В третата неделя на септември всяка година традиционно се отбелязва Денят на памет на жертвите на Майданек.
Днес съществуват много хипотези, които са против вярата в Холокоста. В някои от тях попада и Майданек. Като доказателство се използва противоречието, че въпреки видимостта на лагера от целия град Люблин, нацистите са се опитвали да скрият геноцида по време на бягството си при настъпването на Червената армия. Съществуват и теории (тази на Хермар Рудолф), че помещенията, които се показват на туристите като газови камери, всъщност са непригодни са подобна употреба. Но въпреки това, доказателствата, че там са се извършвали масови зверства, са много по-силни. Пример е и разказът на Римма Аззати „Плачещата цигулка“, в който се говори за положението на лагера точно след войната, докато Люблин е все още в развалини. В действителност в нивите около лагера, върху праха на евреите, растели огромни зелки, наторени с нея. Една от баните на лагера се затваряла херметически и вътре пускали достатъчно вода, за да се издавят лагеристите, а после изгаряли телата им. В другата барака се съхранявали безброй женски плитки. Те запълвали бараката почти до тавана.
Очевидци разказват за мъченията на фашистите над жените и девойките и как те за една нощ от страх заприличвали на старици. И до днес има бараки, в които се съхраняват милионите дрехи и обувки на затворниците.
През декември 2012 г. швед скандализира света, като използва прах от жертви на Майданек в своя картина. Карл Михаел фон Хосволф взема праха по време на своя визита през 1989 г. и е на мнение, че в произведението му са втъкани и спомените и душите на жертвите на Холокоста, но много от тях смятат, че той се гаври с паметта на дедите им.

## Галерия
- Стражева кула на Майданек
- Крематорият на лагера
- Вътрешността на крематория
- Обувките на жертвите в Майданек
- Изглед към лагера от главния вход